# آندرئا دروز
آندرئا دروز (انگلیسی: Andrea Drews؛ زادهٔ ۲۵ دسامبر ۱۹۹۳) بازیکن والیبال اهل ایالات متحده آمریکا است.